# CBC Television
Pour les articles homonymes, voir CBC.
CBC Television est un réseau de télévision canadien anglophone détenu par la Société Radio-Canada / Canadian Broadcasting Corporation, le radiodiffuseur public national. Son équivalent en langue française est ICI Radio-Canada Télé.
Bien que la CBC soit soutenue par un financement public, le réseau complète ce financement avec des revenus publicitaires, contrairement à CBC Radio (et les réseaux de télévision publiques de la plupart des autres pays) qui sont sans publicité. Sa programmation actuelle est généraliste et s'adresse à un public plus large que les autres services de télévision publics tels que le Public Broadcasting Service (PBS) aux États-Unis.

## Histoire
La télévision canadienne-anglaise est inaugurée le 6 septembre 1952 avec l'ouverture de la station CBFT à Montréal diffusant des programmes bilingues (en français et en anglais). Une autre station, CBLT, ouvre à Toronto deux jours plus tard, entièrement anglophone. La première station de télévision privée affiliée à la SRC est CKSO, située à Sudbury, en Ontario, lancée en octobre 1953. En janvier 1954, la station CBMT Montréal, celle-ci exclusivement anglophone, est lancée.
En 1955, 66 % des foyers canadiens ont accès à CBC Television, lorsqu'elle diffuse pour la première fois la séance d'ouverture du Parlement canadien. En 1957, les élections fédérales font l'objet d'un reportage télévisé de cinq heures suivi quelques semaines après par la diffusion de la première ouverture du Parlement par Élisabeth II, reine du Canada.
Le 1er juin 1958, le signal télévisé de la CBC est disponible partout au Canada et en 1959, le réseau hertzien s'étend jusqu'à Terre-Neuve.
La télévision passe à la couleur le 1er juillet 1966 et le service entièrement en couleur démarre en 1974. CBC Television est diffuseur hôte d'Expo 67 à Montréal.
Une nouvelle loi sur la radiodiffusion confirme en 1968 le mandat de CBC/Radio-Canada comme diffuseur national et crée le Conseil de la radiodiffusion et des télécommunications canadiennes (CRTC) chargé de la réglementation et de l'attribution des permis d'émettre. Le CRTC exige, en 1970, 60 % de teneur canadienne à la télévision publique et privée. Une diffusion avancée des programmes est mise en place dans les provinces maritimes en raison du décalage horaire.
En 1973 à Montréal, CBC/Radio-Canada inaugure la Maison de Radio-Canada et adopte l'année suivante un nouvel emblème représentant le « C » du mot « Canada ». En 1978, elle devient le premier diffuseur au monde à utiliser un satellite pour diffuser ses programmes télévisés, couvrant le Canada de l'est à l'ouest.
En 2005, elle vit une grève qui affecta l'ensemble de ses 5 500 employés.
Le 22 juin 2006, elle annonce qu'elle présentera pendant l'été une émission américaine de télé-réalité en lieu du traditionnel bulletin de nouvelles The National, ce qui lui attire maintes critiques.

### Identité visuelle

Logo de 1958 à 1966.
Logo alternatif utilisé entre les années 1960 et 1974.
Logo de 1966 à 1974.
Logo de 1974 à 1986.
Logo de 1986 à 1992.
Logo depuis 1992.

## Stations
La Canadian Broadcasting Corporation détient et opère plusieurs stations :
- CBLT-DT (Toronto, Ontario), lancée le 8 septembre 1952 ;
- CBOT-DT (Ottawa, Ontario), lancée le 2 juin 1953 ;
- CBUT-DT (Vancouver, Colombie-Britannique), lancée le 16 décembre 1953 ;
- CBMT-DT (Montréal, Québec), lancée le 10 janvier 1954 ;
- CBAT-DT (Fredericton, Nouveau-Brunswick), lancée le 22 mars 1954 ;
- CBWT-DT (Winnipeg, Manitoba), lancée le 31 mai 1954 ;
- CBET-DT (en) (Windsor, Ontario), lancée le 16 septembre 1954 ;
- CBHT-DT (en) (Halifax, Nouvelle-Écosse), lancée le 20 décembre 1954 ;
- CBCT-DT (en) (Charlottetown (I.P.É.), lancée le 1er juillet 1956 ;
- CBXT-DT (en) (Edmonton, Alberta), lancée le 1er octobre 1961 ;
- CBKT-DT (en) (Regina, Saskatchewan), lancée le 21 décembre 1962 ;
- CBNT-DT (en) (Saint-Jean, Terre-Neuve-et-Labrador), lancée le 1er octobre 1964 en remplacement de CJON-TV ;
- CFYK-DT (en) (Yellowknife, Territoires du Nord-Ouest), lancé en 1967 ;
- CBRT-DT (en) (Calgary, Alberta), lancée le 1er septembre 1975 en remplacement de CFAC-TV.

## Programmation

### En cours de diffusion
- Heartland (2007–en cours)
- Mr. D (en) (sitcom, depuis le 9 janvier 2012)
- Les Enquêtes de Murdoch (Murdoch Mysteries) (2008–2012 sur Citytv, 2013–en cours)
- Schitt's Creek (depuis le 13 janvier 2015)
- Kim's Convenience (en) (depuis le 11 octobre 2016)[3]
- Workin' Moms (comédie, depuis le 10 janvier 2017)[4]
- Anne (drame basé sur Anne... la maison aux pignons verts, 8 épisodes, depuis le 19 mars 2017)
- 21 Thunder (en) (drame sportif, dès le 31 juillet 2017)[5]
- Alias Grace[6] (co-production avec Netflix, 6 épisodes, depuis le 25 septembre 2017)[7]
- Frankie Drake Mysteries (depuis le 6 novembre 2017)[8]
- Burden of Truth (depuis le 10 janvier 2018)[9]
- Crawford (en) (sur la plateforme CBC Watch dès le 2 février 2018, à la télé à l'été 2018)[9]
- Caught (en) (dès le 26 février 2018)[9]
- Little Dog (en) (dès le 1er mars 2018)[9]

### Anciennes séries
- Chez Hélène (1959–1973)
- Cap Danger (Danger Bay) (1985–1990)
- Degrassi (Degrassi Junior High) (1987–1991)
- Les Contes d'Avonlea (Road to Avonlea) (1990–1996)
- Edgemont (2001–2005)
- Intelligence (2006–2007)
- La Petite Mosquée dans la prairie (Little Mosque on the Prairie) (2007–2012)
- Les Tudors (The Tudors) (2007–2010)
- The Border (2008–2010)
- Les Vies rêvées d'Erica Strange (Being Erica) (2009–2011)
- Majeurs et mariés (18 to Life) (2010–2011)
- Republic of Doyle (2010–2014)
- Arctic Air (2012–2015)
- Cracked (2013)
- The Best Laid Plans (en) (2014)
- X Company (2015–2017)
- This Life (en) (version canadienne de Nouvelle Adresse, 2015–2016)
- The Romeo Section (en) (2015–2016)
- Four in the Morning (en) (comédie, 2016)
- Shoot the Messenger (en) (2016)[10]
- Pure (en) (2017)[4]
- Bellevue (2017)[4]

### Émissions
- Royal Canadian Air Farce (1980–2007)
- The Kids in the Hall (1988–1995)
- The Red Green Show (1991–2006)
- Hockey Night in Canada (1952–en cours)
- This Hour Has 22 Minutes (1993–en cours)
- The Rick Mercer Report (2004–en cours)
- Dragons' Den (en) (2006–en cours)
- Still Standing (en) (sketches, depuis le 23 juin 2015)
- Baroness von Sketch Show (en) (sketches, depuis le 14 juin 2016)

### Télévision numérique terrestre et haute définition
CBC et Radio-Canada opère plus de 600 antennes à travers le pays. Le CRTC a imposé la date du 31 août 2011 pour la fin de la télévision analogique par antenne où tous les diffuseurs doivent fonctionner en numérique, mais plus tard a identifié 28 marchés obligatoires à la transition. Compte tenu des coûts importants dans le remplacement et l'acquisition d'équipement de diffusion vers le numérique, CBC a décidé de ne convertir que dans les marchés obligatoires où elle possède une station, éteignant les ré-émetteurs dans les marchés obligatoires et laissant les autres en mode analogique.
Plusieurs marchés se retrouvent sans service de CBC ou de Radio-Canada. Dans la province de Québec, les marchés de Québec, Sherbrooke, Trois-Rivières et Saguenay n'ont plus accès gratuitement par antenne aux émissions de CBC provenant de Montréal. Devant le mécontentement de la population, CBC a déposé une demande afin de conserver un signal analogique et le CRTC leur a accordé une période d'un an pour effectuer la conversion au numérique.
CBMT de Montréal a été la première station CBC à diffuser en numérique terrestre le 21 février 2005, suivi de CBLT de Toronto le 5 mars 2005, suivi de CBUT Vancouver le 9 janvier 2006 et de CBOT Ottawa le
13 septembre 2006 et de CBRT Calgary et CBXT Edmonton le 1er avril 2011. Les autres stations ont été convertis le 31 août 2011.
La production des émissions nationales a graduellement passé en mode haute définition, suivi des bulletins de nouvelles locales. Aujourd'hui, la presque totalité des émissions sont diffusés en haute définition dans le format 16:9, à l'exception des émissions provenant des archives produites en format standard 4:3.

## Controverses
En décembre 2019, la chaîne est critiquée pour avoir coupé plusieurs courtes scènes de Maman, j'ai encore raté l'avion !, dont une figurant la seule apparition de Donald Trump dans ce film. La CBC a confirmé avoir édité des scènes non essentielles à l'histoire en 2014, avant sa présidentielle, afin de réduire le film de 115 minutes dans une case horaire de deux heures incluant une vingtaine de minutes de publicités.